# Die Schlacht bei Gettysburg
Die Schlacht bei Gettysburg ist ein stummer, US-amerikanischer Kriegsfilm aus dem Jahre 1913 über eine Entscheidungsschlacht im amerikanischen Sezessionskrieg und zugleich eine der ersten Großproduktionen Hollywoods.

## Handlung
Seit 1861 zerreißt ein Bürgerkrieg die amerikanische Nation; Südstaatler kämpfen erbittert gegen Nordstaatler. In den ersten drei Julitagen des Jahres 1863 kommt es nahe dem Städtchen Gettysburg zu einem entscheidenden Aufeinandertreffen der beiden Armeen. Die Schlacht wird mit äußerster Härte geführt; die 59.000 Mann starke Truppe des Südstaaten-Generals Lee trifft auf das rund 77.000 Soldaten umfassende Heer der Unionisten. Man sieht Schlachtengetöse, donnernde Kanonen, einschlagende Granaten, vorpreschende Kavallerie und Infanterie sowie zahllose Nah- und Einzelkämpfe. Der Riss, der hier augenfällig die Nation spaltet, zieht sich bis in die Familien hinein. So kämpft der Bräutigam der Protagonistin Virginia Burke auf der Seite der Unionisten, während Virginias Bruder Jim sich den Konföderierten angeschlossen hat.

## Produktionsnotizen
Die Schlacht bei Gettysburg entstand Anfang 1913 in Malibu anlässlich des 50. Jahrestags der legendären Schlacht zwischen den Nord- und den Südstaaten der USA. Der für damalige Zeiten mit anderthalb Stunden Spieldauer und fünf Filmrollen äußerst umfangreiche Streifen wurde am 1. Juni 1913 uraufgeführt. In Österreich-Ungarn feierte Die Schlacht bei Gettysburg als Vierakter Ende Januar 1914 im Wiener Elitekino Presse-Premiere. Für den 6. Februar 1914 wurde der Massenstart angesetzt. Der Streifen war dort für die Jugend freigegeben. Vermutlich lief der Film zur etwa gleichen Zeit auch in Deutschland an.
Die Produktionskosten betrugen laut US-Filmplakatankündiger 75.000 $, die Wiener Reichspost nannte in ihrer Ausgabe vom 7. Dezember 1913 die Summe von 320.000 österreichischen Kronen. Insgesamt rund 25.000 Statisten haben, wie die Wiener Neue Freie Presse am 25. Januar 1914 berichtete, an den Massenszenen mitgewirkt.

## Kritik
Wiens Neue Freie Presse schrieb anlässlich der österreichischen Premiere: „In Amerika … geht alles ins Großartige, Gigantische. So auch die Kinokunst. (…) Fünfundzwanzigtausend Menschen haben bei der Instandsetzung der Schlachtszenen mitgewirkt (…) Wir sehen mit staunender Bewunderung Artillerie, Kavallerie und Infanterie steile Hügel hinaufstürmen, sehen Menschen, von Kugeln hingerafft, zusammenstürzen und Pferd und Reiter … wie vom Blitze getroffen umfallen und regungslos liegen bleiben. (…) In Films dieser Art ist Amerika einzig: nur dort findet man dieses reiche Material an exzellenten Reitern und Pferden, und den Regisseur, der diese groben Massen derart zu leiten weiß, daß sie Kampfszenen von solcher Realistik wie die „Schlacht von Gettysburg“ entstehen lassen.“